# イワハリトカゲ
イワハリトカゲ（Sceloporus poinsettii）は、爬虫綱有鱗目イグアナ科（ツノトカゲ科とする説もあり）ハリトカゲ属に分類されるトカゲ。

## 分布
アメリカ合衆国（テキサス州西部、ニューメキシコ州南部）、メキシコ

## 形態
全長21-28センチメートル。全身は棘状の大型鱗で覆われる。体色は薄黒色や灰色。頚部には首輪状に黒い筋模様が入り、白く縁取られる。尾には腹面でも途切れない横縞が入る。

## 分類
- Sceloporus poinsettii poinsettii　Baird & Girard, 1852
- Sceloporus poinsettii amydrus　Webb, 2006
- Sceloporus poinsettii axtelli　Webb, 2006
- Sceloporus poinsettii macrolepis　Smith & Chrapliwy, 1958
- Sceloporus poinsettii polylepis　Smith & Chrapliwy, 1958

## 生態
乾燥した岩場に生息する。昼行性。
食性は動物食の強い雑食で、昆虫、植物の葉、花などを食べる。
繁殖形態は胎生。6-7月に1回に7-11頭の幼体を産む。

## 人間との関係
ペット用として流通されることがあり、日本にも輸入されている。流通量は変動的。別種アオハリトカゲとして販売されることもある。岩やレンガ、ブロックなどを組み合わせた隠れ家を設置するが、床材を掘ることで崩れて下敷きにならないように先に隠れ家を設置してから床材を敷く。